# 손화연
손화연(1997년 3월 15일~)은 대한민국의 여자 축구 선수로 포지션은 공격수이다. 현재 WK리그 인천 현대제철 레드엔젤스와 대한민국 대표팀 소속으로 뛰고 있다.

## 어린 시절
초등학생 때 날아라 슛돌이라는 축구 관련 텔레비전 프로그램을 시청한 후 본격적으로 축구 선수로서의 꿈을 키우기 시작했고, 이후 연령별 대표팀을 거치며 KFA 중학부 최우수상을 받는 등의 영예를 안았다.

## 구단 경력
2017년 12월 27일, 손화연은 창녕 WFC의 2018 WK리그 드래프트에서 전체 2순위로 지명됐다. 2018년 4월 23일, 수원 UDC와의 원정 경기에서 1-0으로 패한 경기에 나서 리그 데뷔전을 치렀다. 2018년 4월 30일 인천 현대제철 레드엔젤스에 4-2로 패한 홈경기에서 첫 골을 넣었다.

## 국가대표팀 경력
손화연은 2015 AFC U-19 여자 챔피언십에서 4골을 터뜨려 한국이 3위를 기록하고 2016 FIFA U-20 여자 월드컵 본선 진출에 일조했다. 2017년 7월 3일, 그녀는 2017 하계 유니버시아드 선수단에 이름을 올렸다. 그녀는 토너먼트에서 세 번 득점했다. 2016년 6월 4일, 미얀마를 상대로 5-0 승리를 거두며 A 대표팀 데뷔전에서 두 골을 기록했다.
2023년 FIFA 여자 월드컵에 참가하게 되었다.